# Bubalina
Bubalina hay còn gọi là Phân tông Trâu là một phân tông (subtribe) của bộ Bovini bao gồm các loài trâu khác nhau. Chúng bao gồm trâu rừng châu Phi, Trâu Anoa (trâu rừng nhỏ), và trâu rừng (trâu nước hoang dã) bao gồm cả trâu nước đã thuần hóa, tức là trâu nhà. Hiện nay các loài trong phân tông trâu có thể được tìm thấy tự nhiên ở châu Phi cận Sahara và Đông Nam Á (mặc dù quần thể thuần hóa và hoang dã đã được du nhập ở châu Âu, châu Mỹ và Úc). Ngoài các loài sinh vật sống, các loài trong tộc Trâu này có một tư liệu hóa thạch rộng lớn, nơi vẫn còn được tìm thấy ở phần lớn châu Phi và châu Âu.

## Phân loại

### Còn tồn tại
Cách phân loại thứ nhất:
- Phân tông Bubalina (Rütimeyer, 1865)
  - Chi Syncerus (Hodgson, 1847): Trâu rừng châu Phi
    - Syncerus caffer (Sparrman, 1779) - Trâu rừng châu Phi

  - Chi Bubalus (Hamilton-Smith, 1827)
    - Bubalus depressicornis (Hamilton-Smith, 1827)
    - Bubalus quarlesi (Ouwens, 1910) -
    - Bubalus mindorensis (Heude, 1888) - Tamaraw
    - Bubalus bubalis (Linnaeus, 1758) - Trâu châu Á (bao gồm trâu rừng và trâu nhà)

Cách phân loại thứ hai:
- Phân tông Bubalina (Rütimeyer, 1865)
  - Chi Syncerus (Hodgson, 1847)
    - Syncerus nanus (Boddaert, 1785) - Trâu rừng rậm châu Phi
    - Syncerus brachyceros (Gray, 1837)
    - Syncerus mathewsi (Lydekker, 1904)
    - Syncerus caffer (Sparrman, 1779) - Trâu rừng Cape

  - Chi Bubalus (Hamilton-Smith, 1827)
    - Bubalus depressicornis (Hamilton-Smith, 1827)
    - Bubalus quarlesi (Ouwens, 1910)
    - Bubalus mindorensis (Heude, 1888) -
    - Bubalus arnee (Kerr, 1792)
    - Bubalus bubalis (Linnaeus, 1758)

### Tuyệt chủng
- Phân tông Bubalina (Rütimeyer, 1865)
  - Chi Bubalus (Smith, 1827)
    - †Bubalus brevicornis (Young, 1936)
    - †Bubalus cebuensis (Croft et al., 2006)
    - †Bubalus grovesi (Rozzi, 2017)[2]
    - †Bubalus mephistopheles (Hopwood, 1925)
    - †Bubalus murrensis (Berckhemer, 1927)
    - †Bubalus palaeindicus (Falconer, 1859)
    - †Bubalus palaeokerabau (Dubois, 1908)
    - †Bubalus platyceros (Lydekker, 1877)
    - †Bubalus teilhardi (Young, 1932)
    - †Bubalus wansijocki (Boule & Teilhard, 1928)
    - †Bubalus youngi (Chow & Hsu, 1957)

  - Chi †Hemibos (Falconer, 1865)
    - †Hemibos acuticornis (Falconer & Gautley, 1868)
    - †Hemibos antelopinus (Falconer & Gautley, 1868)
    - †Hemibos galerianus (Petronio & Sardella, 1998)
    - †Hemibos gracilis (Qiu, 2004)
    - †Hemibos triquetricornis (Falconer, 1865)

  - Chi †Parabos (Arambourg & Piveteau, 1929)
    - †Parabos cordieri (de Christol, 1832)
    - †Parabos macedoniae (Arambourg & Piveteau, 1929)
    - †Parabos soriae (Morales, 1984)

  - Chi †Proamphibos (Pilgrim, 1939)
    - †Proamphibos hasticornis (Pilgrim, 1939)
    - †Proamphibos kashmiricus (Pilgrim, 1939)
    - †Proamphibos lachrymans (Pilgrim, 1939)

  - Chi Syncerus (Hodgson, 1847)
    - †Syncerus acoelotus (Gentry & Gentry, 1978)
    - †Syncerus antiquus (Duvernoy, 1851) – formerly a species of Pelorovis[3]

  - Chi †Ugandax (Cooke & Coryndon, 1970)
    - †Ugandax coryndonae (Gentry, 2006)
    - †Ugandax demissum (Gentry, 1980
    - †Ugandax gautieri (Cooke & Coryndon, 1970)